# عبدالمجید بن بلقاسم
عبدالمجید بن بلقاسم (انگلیسی: Abdelmajid Ben Belgacem؛ زادهٔ ۴ فوریهٔ ۱۹۸۶) بازیکن فوتبال اهل تونس است.
وی همچنین در تیم ملی فوتبال تونس بازی کرده‌است.